# Чемпионат Бразилии по баскетболу среди женщин
Чемпионат Бразилии по баскетболу среди женщин (порт. Campeonato Brasileiro de Basquete Feminino) - турнир среди бразильских баскетбольных женских команд. С 1984 по 1997 год разыгрывался Кубок Бразилии. Полноценный розыгрыш чемпионата состоялся в 1998 году, чемпионом которого стал клуб «Флуминенсе». Больше всего титулов – 5 на счету у «Ориньюс Баскет».

## Кубок Бразилии
| Год     | Победитель                        |
| ------- | --------------------------------- |
| 1984    | Прудентина Президенти-Пруденти    |
| 1985    | ЮНИМЕП Пирасикаба                 |
| 1986    | ЮНИМЕП Пирасикаба                 |
| 1987    | Минеркал Сорокаба                 |
| 1988    | АДС/БСН Пирасикаба                |
| 1989    | Пердигао/Дивино Жундиаи           |
| 1990/91 | АДС/БСН Пирасикаба                |
| 1991/92 | Констессо/Седакс Сорокаба         |
| 1992    | Лейто Моса Сорокаба               |
| 1994    | Носса Кайша/Понте Прета Кампинас  |
| 1995    | Носса Кайша/Понте Прета Кампинас  |
| 1996    | ЮНИМЕП Пирасикаба                 |
| 1997    | Дата Контроль/Американа Американа |

## Чемпионат Бразилии
| Год     | Победитель                                       | Вице-чемпион                              | Финал   |
| ------- | ------------------------------------------------ | ----------------------------------------- | ------- |
| 1998    | Флуминенсе/Осеаника/Дата Контроль Рио-де-Жанейро | Озаску/БСН Озаску                         | 3 - 2   |
| 1999    | Аркор/Санту-Андре Санту-Андре                    | Парана Баскет Куритиба                    | 3 - 1   |
| 2000    | Парана Баскет Куритиба                           | Аркор/Санту-Андре Санту-Андре             | 3 - 0   |
| 2001    | Васко да Гама Рио-де-Жанейро                     | Парана Баскет Куритиба                    | 3 - 2   |
| 2002    | Сан-Паулу/Гуару Сан-Паулу                        | Юнимед/Американа Американа                | 3 - 0   |
| 2003    | Юнимед/Американа Американа                       | Юнимед/Ориньюс Ориньюс                    | 3 - 2   |
| 2004    | Юнимед/Ориньюс Ориньюс                           | Юнимед/Американа Американа                | 3 - 1   |
| 2005    | ФИО/Пао де Асукар/Юнимед/Ориньюс Ориньюс         | Лимпол/Сан Каэтану Сан-Каэтану-ду-Сул     | 3 - 0   |
| 2006    | ФИО/Пао де Асукар/Юнимед/Ориньюс Ориньюс         | ЖБК Катандува Катандува                   | 3 - 0   |
| 2007    | Колшуис Кастор/ФИО/Юнимед/Ориньюс Ориньюс        | Асукар Комета/Юнимед/Катандува Катандува  | 3 - 2   |
| 2008    | Колшуис Кастор/ФИО/Юнимед/Ориньюс Ориньюс        | Юнимед/Американа Американа                | 3 - 1   |
| 2009/10 | Асукар Комета/Юнимед/Катандува Катандува         | Колшуис Кастор/ФИО/Юнимед/Ориньюс Ориньюс | 3 - 0   |
| 2010/11 | Санту-Андре/Семаса Санту-Андре                   | Ориньюс Баскет Ориньюс                    | 65 : 49 |
| 2011/12 | ЖБК Американа Американа                          | Ориньюс Баскет Ориньюс                    | 2 - 0   |
| 2013    | Спорт Ресифе                                     | ЖБК Американа Американа                   | 2 - 0   |
| 2014    | ЖБК Американа Американа                          | Спорт Ресифе                              | 2 - 0   |
| 2015    | ЖБК Американа Американа                          | ЮНИНАССАУ/Америка Ресифе                  | 2 - 1   |

## Достижения клубов
| Клуб | Чемпион                | Всего |
| Ориньюс Баскет (Юнимед/Ориньюс, ФИО/Пао де Асукар/Юнимед/Ориньюс, Колшуис Кастор/ФИО/Юнимед/Ориньюс) Ориньюс | 2004 – 2008.           | 5     |
| ЖБК Американа (Юнимед/Американа) Американа                                                                   | 2003, 2012, 2014, 2015 | 4     |
| Санту-Андре/Семаса (Аркор/Санту-Андре) Санту-Андре                                                           | 1999, 2011             | 2     |
| Флуминенсе/Осеаника/Дата Контроль Рио-де-Жанейро                                                             | 1998                   | 1     |
| Парана Баскет Куритиба                                                                                       | 2000                   | 1     |
| Васко да Гама Рио-де-Жанейро                                                                                 | 2001                   | 1     |
| Сан-Паулу/Гуару Сан-Паулу                                                                                    | 2002                   | 1     |
| Асукар Комета/Юнимед/Катандува Катандува                                                                     | 2010                   | 1     |
| Спорт Ресифе                                                                                                 | 2013                   | 1     |